# 13129 Poseidonios
13129 Poseidonios eller 1994 PC29 är en asteroid i huvudbältet som upptäcktes den 12 augusti 1994 av den belgiske astronomen Eric W. Elst vid La Silla-observatoriet. Den är uppkallad efter den grekiske stoisk filosof, geograf, historiker, astronom, fysiker, politiker och läraren Poseidonios.
Asteroiden har en diameter på ungefär 7 kilometer.